# Estadio Libertadores de América
Das Estadio Libertadores de América (deutsch Stadion der Befreier Amerikas), bekannt als „La Doble Visera“, das „Doppelvisier“, ist ein Fußballstadion in Avellaneda, einem industriellen Vorort der argentinischen Hauptstadt Buenos Aires. Es bietet Platz für 50.655 Zuschauer und ist die Heimspielstätte des Fußballvereins CA Independiente.

## Geschichte
Das Estadio Libertadores de América wurde in den Jahren 1926 bis 1928 erbaut und am 4. März des Jahres 1928 eröffnet. Zum ersten Spiel im neuen Stadion trafen sich der zukünftige Nutzer, CA Independiente aus Avellaneda, und der uruguayische Spitzenverein CA Peñarol aus Montevideo zu einem Freundschaftsspiel, das 2:2 endete. Seit diesem Tag trägt Independiente in diesem Stadion seine Heimspiele aus. Der Verein wurde bis heute 16 Mal argentinischer Meister. Außerdem ist Independiente mit sieben Titeln Rekordtitelträger der Copa Libertadores.
Im November 2006 wurde das alte Estadio Libertadores de América abgerissen, um mit dem Bau einer moderneren Arena zu beginnen. Die Bauphase der neuen Arena dauerte von 2007 bis 2009. Das erste Spiel im neuen Stadion, das einem modernen europäischen Stadion stark ähnelt, fand 2009 zwischen Independiente und CA Colón (3:2) aus Santa Fe im Rahmen der argentinischen Meisterschaft statt. Das neue Estadio Libertadores de América hat eine Kapazität von 50.655 Plätzen, während das alte Stadion Platz für 57.000 Zuschauer bot und damit das drittgrößte Stadion in Argentinien war.

## Galerie

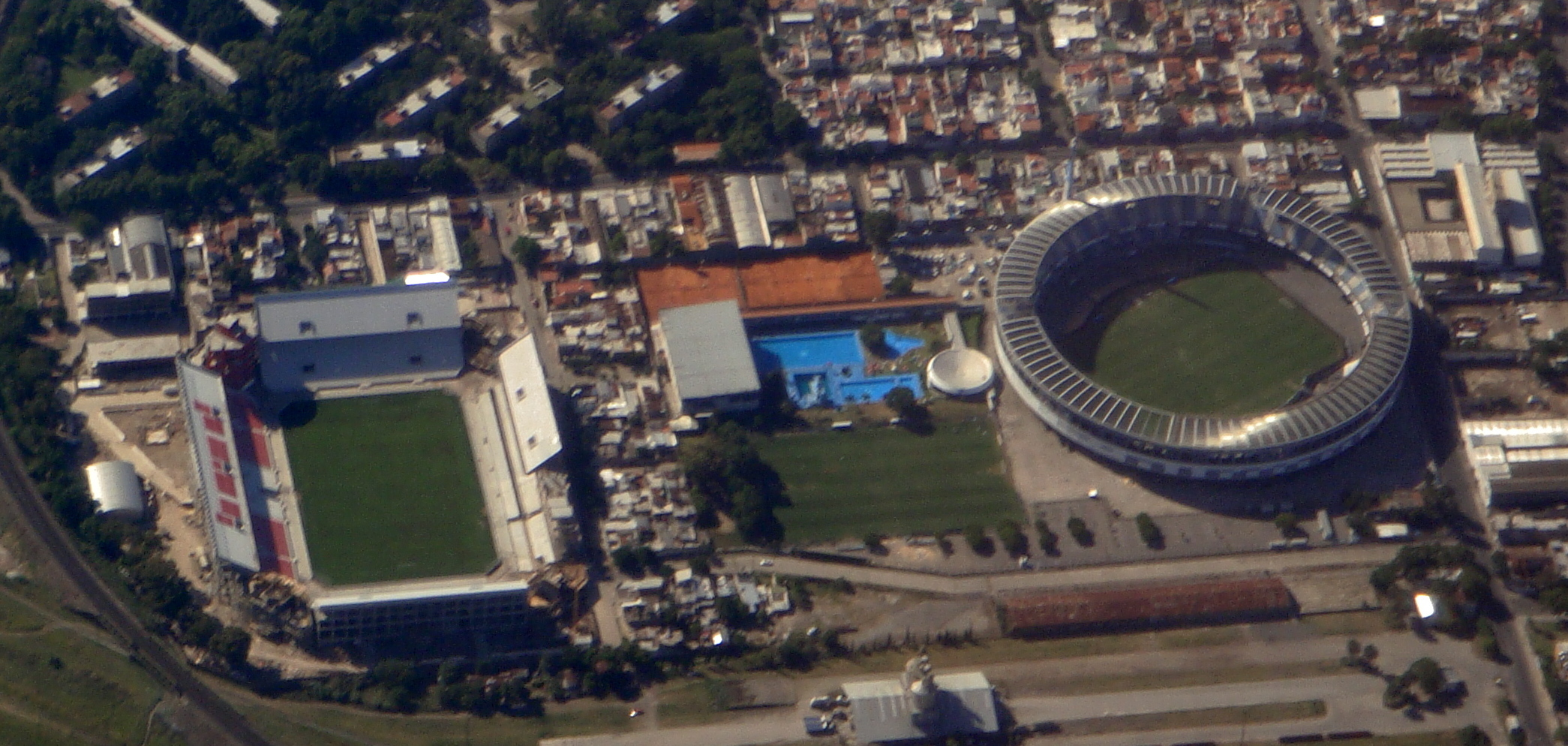
Das Estadio Libertadores de América von  Independiente (links) liegt nur dreihundert Meter vom Estadio Presidente Perón vom Racing Club entfernt (Januar 2009).